# Espostoa haagei
Espostoa haagei là một loài thực vật có hoa trong họ Cactaceae. Loài này được (Poselger ex Rumpler) F. Ritter mô tả khoa học đầu tiên năm 1981.